# Dino Bravo
Dino Bravo (* 6. August 1948 in Italien als Adolfo Bresciano; † 10. März 1993 in Laval, Québec, Kanada) war ein kanadischer Wrestler italienischer Herkunft. Er bezeichnete sich selbst als „Canada’s Strongest Man“ („Kanadas stärkster Mann“) und später in der World Wrestling Federation „World’s Strongest Man“ („Stärkster Mann der Welt“). 1993 wurde er unter mysteriösen Umständen ermordet.

## Karriere

### 1970 bis 1978
Bresciano begann 1970 mit dem Wrestling. Seinen Kampfnamen Dino Bravo übernahm er von einem Wrestler in den 1960er-Jahren, der zusammen mit Dominic DeNucci ein Tag Team als die „Bravo Brothers“, Dino und Dominic, bildete. Bravo wurde von Gino Brito trainiert und arbeitete zunächst mit seinem Mentor in einem Tag Team als dessen Cousin. Auch mit einigen weiteren Partnern bildete er Tag Teams, unter anderem mit „Mr. Wrestling“ Tim Woods und DeNucci. Dino war 1,83 cm groß und wog etwa 120 kg.
Bravo war zusammen mit Woods NWA World Tag Team Championship von Jim Crockett Promotions. Die beiden gewannen den Titel von Gene und Ole Anderson und verloren ihn auch wieder an die beiden. Bravo hatte auch eine große Fehde gegen Blackjack Mulligan und besiegte ihn zweimal in Non-Title-Matches, die im Fernsehen übertragen wurden. Bravo gewann den U.S. Title von Mulligan zwar nicht, aber bekam so die Möglichkeit gegen NWA World Champion Harley Race anzutreten.
In den späten 1970ern wurde Bravo populär genug, um Single-Matches in Montreal zu bestreiten. Dezember 1978 besiegte er Gene Kiniski in Toronto und wurde „Canadian Heavyweight Champion“.

### World Wrestling Federation
Ab 1978 trat Bravo für die World Wrestling Federation (WWF) an. Mit seinem Partner Dominic DeNucci erhielt Dino Bravo im März 1978 die WWF-World-Tag-Team-Gürtel nach einem Kampf gegen Professor Tanaka und Mr. Fuji. Drei Monate später verloren sie die Gürtel an The Yukon Lumberjacks.
Anfang der 1980er hatte Dino Bravo eine Zeitlang ein Tag Team mit King Tonga (später Haku), das jedoch erfolglos blieb. 1986 sollte Dino Bravo in Montreal in einem Main Event gegen Hulk Hogan antreten, aber das Match wurde kurzfristig abgesagt. Gerüchten zufolge wollte die WWF-Führung nicht, dass das Publikum ihn statt Babyface Hogan anfeuerte. Bravo verließ die WWF, kehrte jedoch 1987 zurück. Mit blondierten Haaren schloss er sich dem Stable von John L. Sullivan an und nahm dort nach Wrestlemania III Brutus Beefcakes Platz ein. Bravo wurde damit ein Teil des Tag Teams The Dream Team mit Greg „the Hammer“ Valentine.
Ein paar Monate später war er wieder als Einzelwrestler aktiv und gab sich das Gimmick „World’s Strongest Man“. Beim Royal Rumble 1988 presste er mit der Hilfe von Jesse „The Body“ Ventura angeblich 715 amerikanische Pfund hoch (etwa 325 kg), was zu dieser Zeit ein neuer Weltrekord gewesen wäre. Die Gewichte waren allerdings präpariert, in seinem Privatleben konnte er wohl um die 500 Pfund heben (etwa 225 kg). Mit diesem Gimmick kämpfte er unter anderem gegen Don Muraco, Ken Patera, Jim Duggan und Ron Garvin.
Seine franko-kanadische Herkunft drückte er mit einem Fleur-de-lis auf seiner Ringhose aus. Zu dieser Zeit wurde er gemanagt von Frenchy Martin, der Heat erzeugte, in dem er ein Schild mit der Aufschrift „USA is not OK“ hochhielt. Im März 1988 verlor er in der ersten Runde eines WWF-Championship-Turniers bei WrestleMania IV gegen Don Muraco. Bravo gewann jedoch mit Hilfe seines Managers bei einem Rematch beim SummerSlam 1988. Beim King of the Ring 1988 gewann er ein „Flag Match“ gegen Jim Duggan. Beim Royal Rumble 1989 teamte er mit den Fabulous Rougeau Brothers (Jacques und Raymond) und verlor ein Two-out-of-three-Falls-Match gegen Jim Duggan und The Hart Foundation (Bret Hart und Jim Neidhart). Bei Wrestlemania V gewann er gegen Rugged Ronnie Garvin.
Als sein Manager Frenchy Martin die WWF verließ, wurde Jimmy Hart sein neuer Manager. Er bildete oft ein Tag Team mit Earthquake. Bresciano zeigte seine Stärke, indem er den Liegestütz mit dem schweren Earthquake auf seinem Rücken vorführte. Die beiden kämpften eine Zeit lang gegen ein Team bestehend aus Hulk Hogan und The Ultimate Warrior.

### Rückzug aus dem Wrestling-Geschäft
Nach einer Niederlage gegen Kerry Von Erich („The Texas Tornado“) bei Wrestlemania VII (1991) zog sich Dino Bravo langsam aus dem Wrestling-Geschäft zurück. Er trat noch bei einigen House Shows in Kanada gegen „The Mountie“ auf, aber nicht mehr im Fernsehen. Nach einer Europatour 1992 beendete er seine aktive Wrestlingkarriere und arbeitete fortan als Trainer in Kanada.

## Tod
Am 11. März 1993 wurde Bresciano im Alter von 44 Jahren tot in seinem Appartement aufgefunden. Er wurde von unbekannten Schützen insgesamt 17 Mal angeschossen und starb an den Schussverletzungen. Vermutlich handelte es sich um einen Racheakt, da Bresciano durch Zigarettenschmuggel ein Zusatzeinkommen erzielt hatte. Sein Wrestlingkollege Rick Martel gab in einem Interview bekannt, dass er aufgrund seiner Popularität als Wrestler viele Kunden unter den kanadischen Ureinwohnern akquirieren konnte und damit dem organisierten Verbrechen ein Dorn im Auge war. Bret Hart bestätigte in seiner Autobiografie Hitman: My Real Life in the Cartoon World of Wrestling, dass Bresciano engen Freunden bereits gesagt habe, dass seine Tage gezählt seien.
Bresciano war ein Neffe des Gangsterbosses Vic Cotroni und war nach Ansicht der Behörden einige Zeit in dessen Organisation tätig.
Bresciano wurde auf dem Friedhof Notre-Dame-des-Neiges in Montreal beigesetzt. Er hinterließ eine Frau und eine Tochter.

## Titel
- Georgia Championship Wrestling
  - NWA Georgia Tag Team Championship (1×) mit Mr. Wrestling
- Lutte Internationale
  - Canadian International Heavyweight Championship (6×)
  - Canadian International Tag Team Championship (1×) – mit Tony Parisi
- Maple Leaf Wrestling
  - NWA Canadian Heavyweight Championship (Toronto) (2×)
- Mid-Atlantic Championship Wrestling
  - NWA Mid-Atlantic Tag Team Championship (2×) – einmal mit Mr. Wrestling und einmal mit Tiger Conway, Jr. (one)
  - NWA World Tag Team Championship (Mid-Atlantic) (1×) – mit Mr. Wrestling
- NWA Hollywood Wrestling
  - NWA Americas Heavyweight Championship (1×)
  - NWA Americas Tag Team Championship (1×) – mit Victor Rivera
- World Wide Wrestling Federation / World Wrestling Federation
  - WWF Canadian Championship (der Titel wurde nur einmal vergeben)
  - WWWF World Tag Team Championship (1x) – mit Dominic DeNucci
- Pro Wrestling Illustrated
  - Das PWI platzierte ihn 2003 auf einer Liste der 500 besten Einzelwrestler auf Platz #179
  - PWI Most Improved Wrestler of the Year (1978)